# Mont Ávila
Le mont Ávila (en espagnol Cerro El Ávila, « colline El Avila ») est un sommet de la cordillère de la Costa au Venezuela dans le parc national Waraira Repano.
À une altitude de 2 153 m, c'est l'un des plus hauts sommets du parc et l'une des plus hautes montagnes de la chaîne.

## Géographie

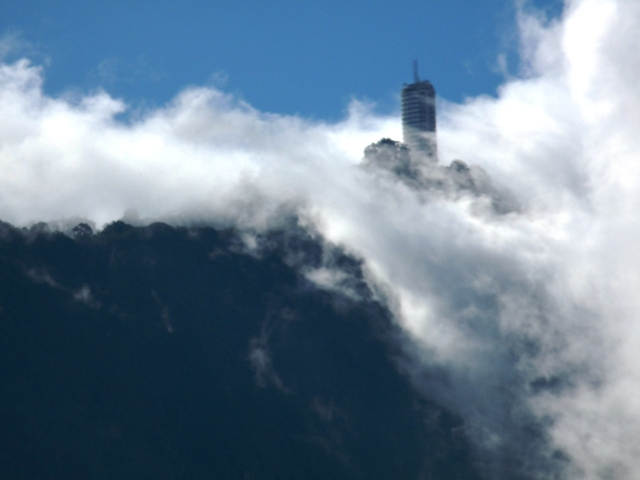
Vue du sommet avec l'hôtel Humboldt.

Le mont Ávila est situé au nord de Caracas. Le téléphérique de Caracas l'atteint. À son sommet se trouve un complexe touristique populaire couronné par l'hotel Humboldt (en). Le versant sud-est du pic constitue le cours supérieur du ravin de Chacaito, tandis que les pentes situées au nord forment des reliefs avec des dénivelés abrupts vers la mer des Caraïbes.

## Histoire
Alexander von Humboldt reste deux mois et demi à Caracas, au pied du cerro El Ávila, où il effectue des préparatifs pour son voyage vers les Llanos et le bassin de l'Orénoque. S'il récolte des espèces locales, il effectue également des observations sur la vallée de Caracas, le río Guaire et son bassin. Il accède au cerro El Ávila pour la deuxième fois le 2 janvier 1800, accompagné de son assistant, le botaniste français Aimé Bonpland (1773-1858), et en la présence de l'illustre Caraqueño Andrés Bello ainsi que de 18 autres personnes. Le groupe réalise l'ascension de la silla de Caracas et von Humboldt fait de nouvelles observations sur la faune, la flore, les minéraux et effectue de nouvelles mesures d'altitude, de pression atmosphérique et de températures. Les mesures et observations, commentaires sur des phénomènes apparus dans le massif pendant le séjour de von Humboldt et de son assistant, apparaissent dans ses écrits,.
En 1822, Revero et Boussingault étudient la géologie du cerro El Ávila en empruntant le chemin vers la silla de Caracas sur les traces de von Humboldt et de son assistant de 1800.